# Argyrogrammana physis
Argyrogrammana physis is een vlindersoort uit de familie van de prachtvlinders (Riodinidae), onderfamilie Riodininae.
Argyrogrammana physis werd in 1911 beschreven door Stichel.